# Лесники (Брестская область)
Лесники (бел. Леснікі) — деревня в Дрогичинском районе Брестской области Белоруссии. Входит в состав Немержанского сельсовета.

## География
Деревня находится в южной части Брестской области, при автодороге Р-84, на расстоянии приблизительно 14 километров (по прямой) к северо-западу от города Дрогичина, административного центра района. Абсолютная высота — 148 метров над уровнем моря. Площадь населённого пункта — 1,7347 км².

## История
В письменных источниках начинает упоминаться начиная с XVI века.
По состоянию на 1905 год, в Лесниках проживало 168 человек. В административном отношении деревня входила в состав Хомской волости Кобринского уезда Гродненской губернии.
Согласно Рижскому мирному договору (1921), деревня вошла в состав межвоенной Польши. Входила в состав гмины Хомск Дрогичинского повета Полесского воеводства. В 1921 году числился 171 житель, проживавший в 31 доме. В этническом составе населения того периода белорусы составляли 97,1 % евреи – 2,9 %. В конфессиональном составе населения преобладали православные христиане (97,1 %) и иудеи (2,9 %).
С 1939 года в БССР, с 1940 года в составе Немержанского сельсовета. В 1977 году была объединена с близлежащей деревней Сукачи.

## Население
По данным переписи 2019 года, в деревне проживал 71 человек.
| Год  | Население, человек |
| ---- | ------------------ |
| 1905 | 168                |
| 1921 | ↗ 171              |
| 1939 | ↘ 141              |
| 1960 | ↗ 157              |
| 1970 | ↗ 158              |
| 1995 | ↘ 232              |
| 2005 | ↘ 171              |
| 2009 | ↘ 118              |
| 2019 | ↘ 71               |